# Island Hopping

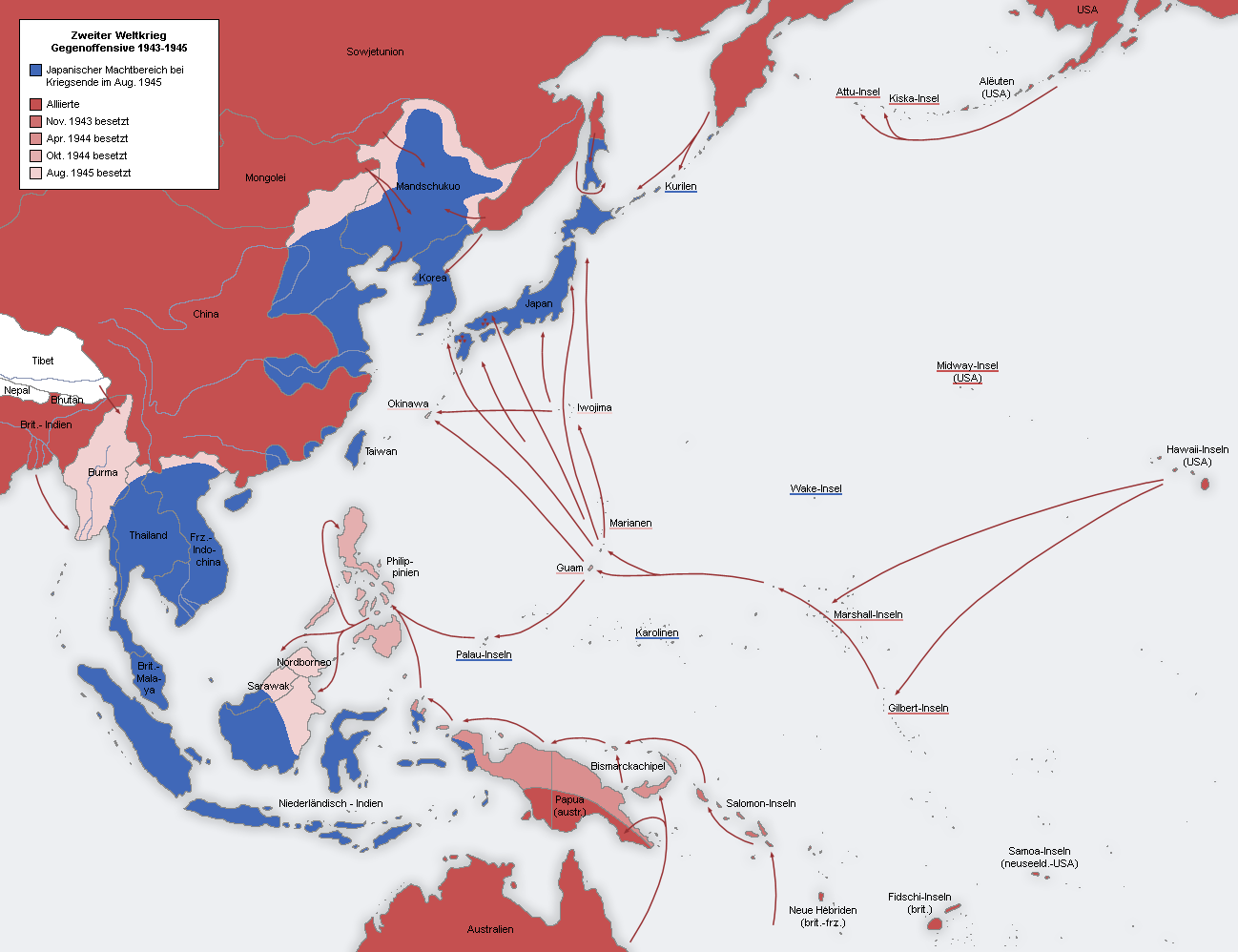
Karte des Pazifikkrieges ab 1943. Die beiden Island-Hopping-Routen im zentralen sowie südwestlichen Pazifik sind klar zu erkennen.

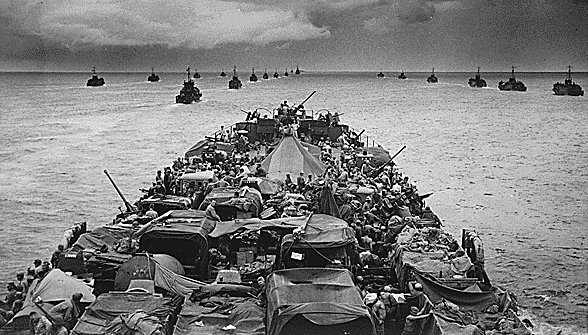
Amerikanische Landungseinheiten auf dem Weg zur Küste Neu-Guineas

Das so genannte Island Hopping (übersetzt: Inselspringen) oder Leapfrogging (dt. Bockspringen, wörtlich: „Froschhüpfen“) war eine militärische Strategie der amerikanischen Streitkräfte im Pazifikkrieg. Sie basierte auf der wachsenden Überlegenheit der amerikanischen Marine seit der Schlacht um Midway.
Mit dem Beginn der Eroberung der Salomon-Inseln am 21. Juni 1943 und den Operationen auf Neuguinea beschlossen General MacArthur und Admiral Nimitz, die japanischen Truppen von ihren Nachschublinien abzuschneiden. Dazu drangen die Amerikaner zwar Insel für Insel in Richtung japanisches Hoheitsgebiet vor, nahmen dabei aber nicht jede Insel ein, sondern umgingen insbesondere die stark befestigten japanischen Stützpunkte wie die Basis Rabaul auf Neubritannien. Hohe eigene Verluste sollten so vermieden werden.
Zudem wurde durch Schwerpunktbildung ein Dilemma der Japaner ausgenutzt: Die japanische Armee musste alle Inseln halten, da sie den Amerikanern sonst eine Basis für ihre Attacken auf ihre verteidigten Inseln bzw. sogar die Hauptinseln Japans bieten würden. Das bedeutete, die Japaner mussten ihre Truppen weit streuen, während sie gleichzeitig Prioritäten setzen mussten: Es war unmöglich, sämtliche Inseln optimal zu verteidigen; dafür standen nicht genügend Soldaten zur Verfügung.
Die Amerikaner hingegen konnten sich ihre Angriffsziele aussuchen, sie behielten die Initiative und konnten so ihre Truppen auf einzelne Ziele konzentrieren, womit sie die numerische Überlegenheit besaßen.
Seit der Schlacht um Midway hatten sie zudem die überlegene Marine, was es ihnen ermöglichte, Nachschub in großen Mengen zu ihren Truppen zu transportieren, während sie die Japaner gleichzeitig von der Versorgung abschnitten.
Insbesondere gegen Ende des Krieges fehlte es den japanischen Soldaten deshalb nicht nur an militärischen Versorgungsgütern wie Munition, Maschinengewehren etc., sondern auch an Nahrung und Medikamenten.
Amphibienfahrzeuge und Flugzeugträger als mobile Basiseinheiten unterstützten die Landetruppen bei ihrem Vorgehen. Zusätzlich stieß eine australische Division auf Neuguinea zu den Amerikanern.
Prominente Ziele, die im Rahmen der Strategie umgangen wurden, waren neben Rabaul beispielsweise das Wake-Atoll (wohingegen die viel weiter westlich gelegenen Marianen 1944 besetzt wurden), Babelthuap als größte Insel des Palau-Archipels (im Gegensatz zu den vorgelagerten kleineren Inseln Angaur und Peleliu), die Karolinen mit ihrem Flottenstützpunkt Truk sowie weite Teile Niederländisch-Indiens – bei Kriegsende waren die Alliierten lediglich auf Neuguinea, im Norden von Borneo und der Molukken-Insel Morotai vorgerückt.
Als Folge dieser Strategie wurden noch Jahre nach dem Kriegsende einzelne japanische Soldaten – sogenannte Holdouts – auf einzelnen Pazifikinseln entdeckt, die teilweise nicht wussten, dass der Krieg beendet war. Einer der berühmtesten Fälle war der Nachrichtenoffizier Onoda Hirō, der erst 1974 auf der philippinischen Insel Lubang aufgrund eines Befehls seines früheren Kommandeurs davon überzeugt werden konnte, dass der Krieg beendet sei.
Die dennoch enormen Verluste der Alliierten während des Island Hopping auf zum Teil sehr kleinen Inseln und Atollen durch eine unerwartet starke Gegenwehr der verteidigenden Japaner und die daher zu erwartenden noch viel höheren Verluste bei Eroberung der japanischen Hauptinseln trugen und tragen bis heute zur Rechtfertigung für die Atombombenabwürfe auf Hiroshima und Nagasaki bei.